# Марія Чжан
Марія Чжан (спрощ.: 张至仪; традиц.: 張至儀, піньїнь: Zhāng Zhìyí; нар. 8 серпня 1999 року, Краків, Польща) — польсько-китайська актриса. Знялася у ролі Суюкі в телевізійному серіалі «Аватар: Останній маг повітря».

## Ранні роки життя
Марія Чжан народилася у Польщі в сім'ї китайця і польки. Приблизно у віці одного року Чжан разом із батьками переїхала до Пекіна, де виросла. Відвідувала тут початкову школу. Проводила літо зі своєю родиною у сільській місцевості Польщі. Володіє мандаринською китайською, польською та англійською мовами.
Перебуваючи у Польщі у віці дванадцяти років, Чжан і її сестра Зофія Чжан натрапили на вирізку з газети про кастинг громадської театральної групи. Марія почала грати перед публікою в громадському театрі в Польщі. Її першою п'єсою була «Аліса в країні чудес». Пізніше вона переїхала до Південної Каліфорнії, щоб вступити до місцевого університету. Здобула ступінь бакалавра образотворчих мистецтв за спеціальністю «Акторська майстерність для театру, кіно та нових медіа».
Батьки Чжан — художники.

## Кар'єра
Чжан зіграла у короткометражному фільмі 2021 року «Все, чого я коли-небудь хотів». Фільм був офіційно відібраним на Азійсько-Тихоокеанський кінофестиваль в Лос-Анджелесі.
У грудні 2021 року Чжан отримала роль Суюкі в фільмі Netflix «Аватар: Останній маг повітря». Серіал, випущений у 2024 році, є адаптацією оригінального мультсеріалу 2005 року.

## Фільмографія

### Фільми
| рік  | Назва                         | Роль      | Примітки                                       |
| ---- | ----------------------------- | --------- | ---------------------------------------------- |
| 2018 | Континуум                     | Дайна Ху  | Короткометражний фільм, у титрах — Марися Чжан |
| 2019 | Дорога мама                   | Вівіан    | Короткометражний фільм                         |
| 2021 | Все, чого я коли-небудь хотів | Дженніфер | Короткометражний фільм                         |

### Телебачення
| рік  | Назва                        | Роль  | Примітки        |
| ---- | ---------------------------- | ----- | --------------- |
| 2024 | Аватар: Останній маг повітря | Суюкі | Епізод: «Воїни» |

### Інтернет
| рік  | Назва                                 | Роль     | Примітки |
| ---- | ------------------------------------- | -------- | -------- |
| 2020 | WorkInProgress: комедійний веб-серіал | Ані Дінь | 5 серій  |